# A White Lie
Pour plus de détails, voir Fiche technique et Distribution.
A White Lie est un film muet américain réalisé par Thomas H. Ince et sorti en 1912.

## Fiche technique
- Réalisation : Thomas H. Ince
- Format : noir et blanc — 35 mm — 1.33 : 1 — muet
- Genre : Drame
- Durée : 17 minutes et 50 secondes (496 mètres)
- Date de sortie :  États-Unis : 30 août 1912

## Distribution
- Richard Stanton
- J. Barney Sherry